# Слънчево петно
Слънчевото петно представлява част от повърхността на Слънцето, чиято температура е значително по-ниска от тази на околните области.
Разликата е причина „по-хладната“ област да изглежда тъмна на фона на обкръжаващата я фотосфера. Според настоящите научни представи, процесът на редуциране на обичайната конвекция (пренос на топлина) се дължи на образуването на аномални струи („туби“, с цилиндрична форма) от магнитно поле, 2500 пъти по-силно от земното.

## Свързани проявления
Пора – разширение на междугранулното пространство, до 1000 км, наблюдаващо се като тъмна безструктурна област. Период на съществуване – няколко часа.
Петно – сектор от слънчевата повърхност, с температура в границите на 3000 – 4500 К (келвина), спрямо 5780 K за фотосферата като цяло. Петното има структура, съставена от два елемента – сянка (централна част) и полусянка (периферия). Средният размер на слънчевите петна е от порядъка на 10 000 км. В действителност, те силно варират по отношение на своята форма и големина. Обичайно е възникването им на групи. Слънчевите петна са временно явление – те се раждат и изчезват в рамките на няколко дни (минимум), до няколко месеца (максимум).
Група петна – съвкупност от две или повече петна; при двойките се отчита противоположен (взаимно допълващ се) магнитен поляритет. Вътрешната динамика на този тип формирование е доста добре изявена – променят се конфигурацията, формата, размерите, броят на петната. Групите петна се местят и като цяло по слънчевата повърхност.

## Наблюдение
Годината е 1610-а. Галилео Галилей, английският астроном Томас Хариот, фризийците Йоханес Фабрициус и Давид Фабрициус, едновременно и независимо един от друг, извършват първите за европейската наука наблюдения на слънчеви петна с помощта на едно ново за времето си изобретение – телескопът.

## Причини
Смята се, че различните типове слънчева активност, включително петната и протуберансите, са породени от интензивни смущения (усуквания) на магнитосферата на Слънцето. От своя страна, тези смущения се дължат на диференцираното (различно, обособено) въртене на материята от полюсите и екватора на слънчевата сфера; скоростта на въртене при полярните области е с около 20% по-малка от тази при екватора.